# Magyarhertelend
Magyarhertelend là một thị trấn thuộc hạt Baranya, Hungary. Thị trấn này có diện tích 16,16 km², dân số năm 2010 là 655 người, mật độ 41 người/km².